# Departamento de Rivadavia (kommun i Mendoza)
Departamento de Rivadavia är en kommun i Argentina.   Den ligger i provinsen Mendoza, i den centrala delen av landet, 1 000 km väster om huvudstaden Buenos Aires. Antalet invånare är 52 567.
Trakten runt Departamento de Rivadavia består till största delen av jordbruksmark. Runt Departamento de Rivadavia är det ganska glesbefolkat, med 26 invånare per kvadratkilometer.